# Mirafiori Lunapark
Mirafiori Lunapark è un film del 2014 diretto da Stefano Di Polito, presentato in anteprima nel novembre 2014 al trentaduesimo Torino Film Festival. Il lungometraggio è stato distribuito nelle sale italiane dalla Minerva Pictures a partire dal 27 agosto 2015.

## Trama
Agli inizi del III millennio, il Gruppo Fiat dismette la produzione dalla storica fabbrica di automobili di Mirafiori, nell'omonimo quartiere a Torino sud, e l'ex comprensorio industriale diventa un triste e desolato panorama di piazzali e capannoni abbandonati. I proprietari decidono quindi di far abbattere gli spazi, per destinare il terreno ad un vicino campo da golf.
Ripercorrendo sia la propria infanzia che lo spirito dei faticosi tempi dei turni di lavoro e delle lotte operaie a Torino nella seconda metà del XX secolo, Carlo, Franco e Delfino, tre pensionati ed ex operai Fiat, insieme alle loro famiglie e ad altri ex colleghi, decidono in segreto di impossessarsi dei capannoni e, rimettendo in funzione una parte della catena di montaggio costruiscono all'interno dell'ex fabbrica una sorta di piccolo luna park di giostre per i loro nipoti e per i bambini della zona. Lo scopo sarà quello di ottenere nuovi spazi ricreativi e di aggregazione, nel più ampio contesto di riqualificazione socio-culturale del quartiere stesso.
Il lungometraggio rimane una testimonianza storica del periodo dell'identità di quartiere e dell'appartenenza ad un importante 
periodo legato a quella che fu la più grande fabbrica di automobili del boom industriale-economico italiano, alla relativa immigrazione meridionale italiana, al riscatto sociopolitico delle classi operaie della periferia della città di Torino negli anni sessanta-settanta e al successivo cambiamento socioeconomico delle periferie e della stessa città avvenuto alla fine del XX secolo.
La voce fuori campo del prete, durante l'omelia quasi alla fine del film, è quella originale di don Ciotti, prete molto attivo nel sociale del tessuto urbano torinese.
La voce fuori campo alla fine del film è quella originale del conduttore radiofonico Johnny Palomba.

## Accoglienza
Secondo il quotidiano La Stampa nel primo mese di proiezione la pellicola avrebbe incassato € 25.000 con circa cinquemila spettatori, mentre al termine delle proiezioni il sito specializzato MYmovies.it ha ridimensionato l'incasso totale del film a € 8.400.